# Ulloaia perpusillia
Ulloaia perpusillia is een tienpotigensoort uit de familie van de Porcellanidae. De wetenschappelijke naam van de soort is voor het eerst geldig gepubliceerd in 1938 door Glassell.